# Doboj Jug
Pour les articles homonymes, voir Jug.
Doboj Jug (en cryillique : Добој Југ) est une municipalité de Bosnie-Herzégovine située dans le canton de Zenica-Doboj et dans la fédération de Bosnie-et-Herzégovine. Selon les premiers résultats du recensement bosnien de 2013, elle compte 4 409 habitants.
Le nom de la municipalité signifie « Doboj Sud ». Le siège de la municipalité est le village de Matuzići.

## Géographie
La municipalité de Duboj Jug est située entre les rivières Bosna et Usora.

## Histoire
La municipalité a été créée après la guerre de Bosnie, à la suite des accords de Dayton (1995). Elle a été prélevée sur l'ancienne municipalité de Doboj d'avant-guerre, qui, elle, fait partie de la république serbe de Bosnie.

## Localités

Localisation de la municipalité de Doboj Jug en Bosnie-Herzégovine

La municipalité de Duboj Jug compte 2 localités : Matuzići et Mravići.

## Démographie

### Répartition de la population dans la municipalité (1991)
En 1991, sur un total de 3 259 habitants, la population se répartissait de la manière suivante :

## Politique
À la suite des élections locales de 2012, les 13 sièges de l'assemblée municipale se répartissaient de la manière suivante :
| Parti                                             | Sièges |
| ------------------------------------------------- | ------ |
| Parti social-démocrate (SDP)                      | 6      |
| Parti d'action démocratique (SDA)                 | 4      |
| Parti pour la Bosnie-Herzégovine (SBiH)           | 2      |
| Parti national pour l'amélioration par le travail | 1      |

Jasminka Begić, membre du Parti social-démocrate (SDP), a été élue maire de la municipalité.